# Fa diez major
Fa diez major (sau cheia lui Fa♯) este o scară majoră bazată pe Fa♯, constând din tonurile Fa♯, Sol♯, LA♯, Si, Do♯, Re♯ și Mi♯. Semnătura cheie are șase diezi
Minorul său relativ este Re Diez Minor (sau Mi bemol minor enarmonic), iar minorul său paralel este Fa Diez Minor Enarmonica sa directă, Sol Bemol Major, conține același număr de bemol în semnătura sa.

## Scala acorduri de grad
- Tonic - Fa Diez Major
- Supertonic - Sol Diez Minor
- Mediant - La Diez Minor
- Subdominant - Si Major
- Dominant - Do Diez Major
- Submediant - Si Major
- Subtonic - Mi Diez Diminuat

## Muzică în Fa Diez Major
Fa-diez major este cheia menuetelor din Simfonia „Adio” de Haydn și Cvartetul de coarde nr. 5 din op. 76, din Sonata pentru pian nr. 24 a lui Beethoven, op. 78, „Va, pensiero” de Verdi din Nabucco, o parte din Rapsodia maghiară nr. 2 a lui Franz Liszt, Simfonia a X-a neterminată a lui Mahler, Simfonia lui Korngold op. 40 și Sonata a patra pentru pian a lui Scriabin. Cheia a fost tonalitatea preferată a lui Olivier Messiaen, care a folosit-o în mod repetat de-a lungul operei sale pentru a-și exprima stările sale cele mai incitante sau transcendente, în special în Simfonia Turangalîla.
La fel ca Sol-bemol major, Fa Diez Major este rar folosit în muzica orchestrală, în afară de trecere. Este mai frecventă în muzica de pian. Câteva exemple includ o Nocturnă și Barcarolle de Chopin, sonatele lui Alexander Scriabin și câteva piese din Piesele lirice ale lui Grieg. Șostakovici și-a scris Cvartetul de coarde nr. 14 în această tonalitate.
Se pare că lui Liszt îi plăcea Fa-diez major, având piese înălțătoare în timp ce meditative precum „Les jeux d’eaux à la villa d’este” din Années de Pèlerinage III, S.163 și „Bénediction de Dieu dans la Solitude” din decor. Harmonies Poétiques et Religieuses S.173 în această cheie. Există, de asemenea, o tranziție către un pasaj energetic în Sonata Dante care este în fa discut. Prima polcă din „3 Polkas de Salon” a lui Smetana este în fa diez major, la fel și Poloneza nr. 1 de Stanisław Moniuszko.
În ciuda faptului că cheia este rar folosită în muzica orchestrală, altfel decât pentru modulare, nu este complet neobișnuită în muzica de la claviatura. Pentru orchestrarea muzicii pentru pian, unii teoreticieni recomandă transpunerea muzicii în fa major sau sol major. Dacă trebuie să se folosească absolut Fa Diez Major, ar trebui să aveți grijă ca instrumentele de suflat B♭ să fie notate în La Bemol Major, mai degrabă decât Sol Diez Major (sau instrumentele Mi♮/Si♮ utilizate în schimb, oferind o tonalitate transpusă de Re). major/Sol major).